# Vikići
Vikići – wieś w Bośni i Hercegowinie, w Federacji Bośni i Hercegowiny, w kantonie uńsko-sańskim, w mieście Bihać. W 2013 roku liczyła 985 mieszkańców, z czego większość stanowili Boszniacy.